# Diego Giacometti

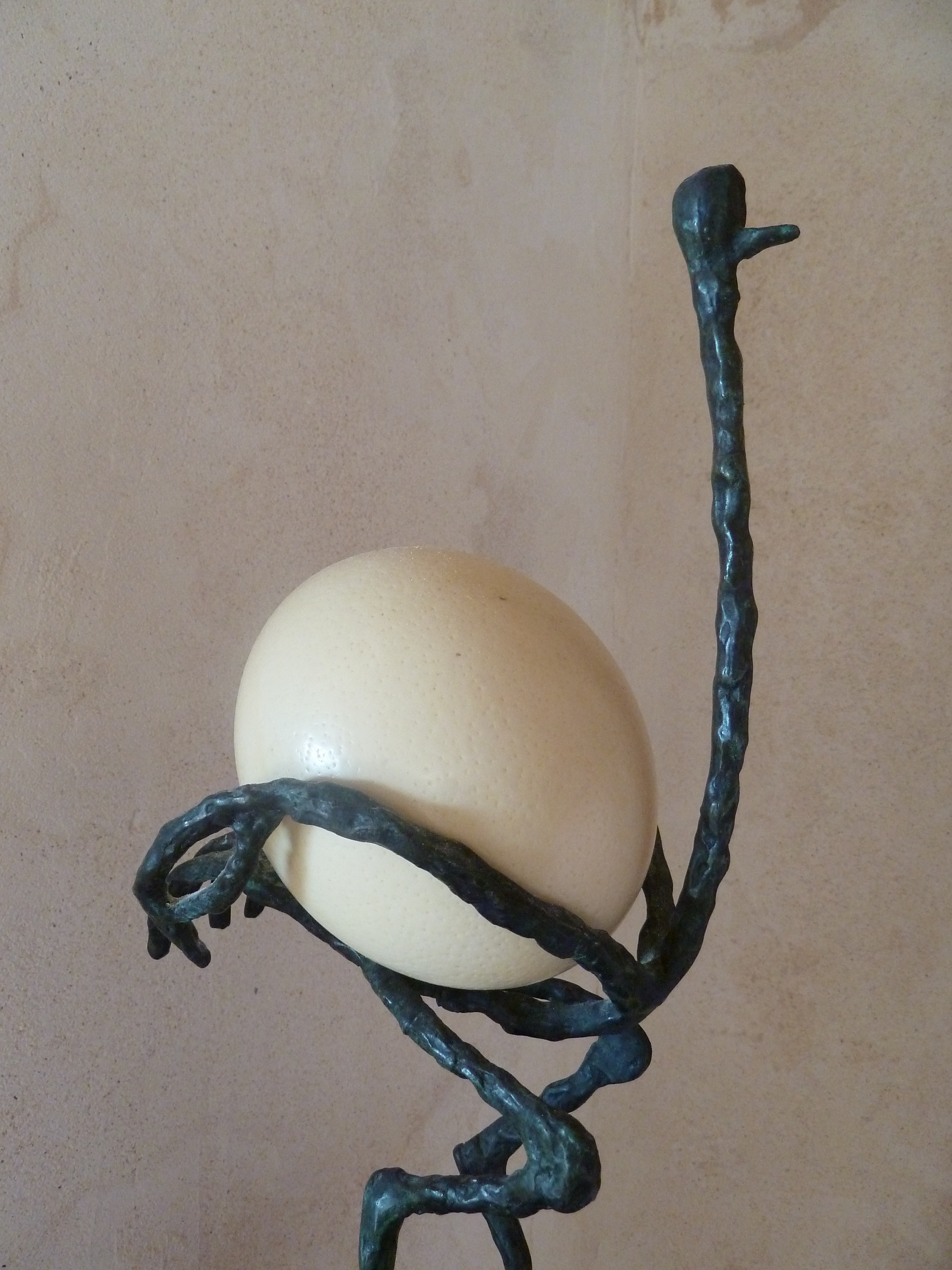
Avestruz por Diego Giacometti

Diego Giacometti, nacido el 15 de noviembre de 1902 en Borgonovo, Stampa y fallecido el 15 de julio de 1985 en París, fue un escultor y diseñador suizo, hermano menor de Alberto Giacometti.

## Datos biográficos

### Infancia y educación
Diego Giacometti nació en Borgonovo, en un pueblo de montaña de Bregaglia en Suiza, cerca de la frontera italiana . Fue el segundo de los cuatro hijos del pintor Giovanni Giacometti y su esposa, Annetta, nacida en Stampa (1871 - 1964).  Los tres hermanos Giacometti estuvieron activos en el campo de las artes: Alberto (1901-1966)  y Diego en el campo de la pintura, la escultura y el diseño, Bruno (n.1907) como arquitecto .

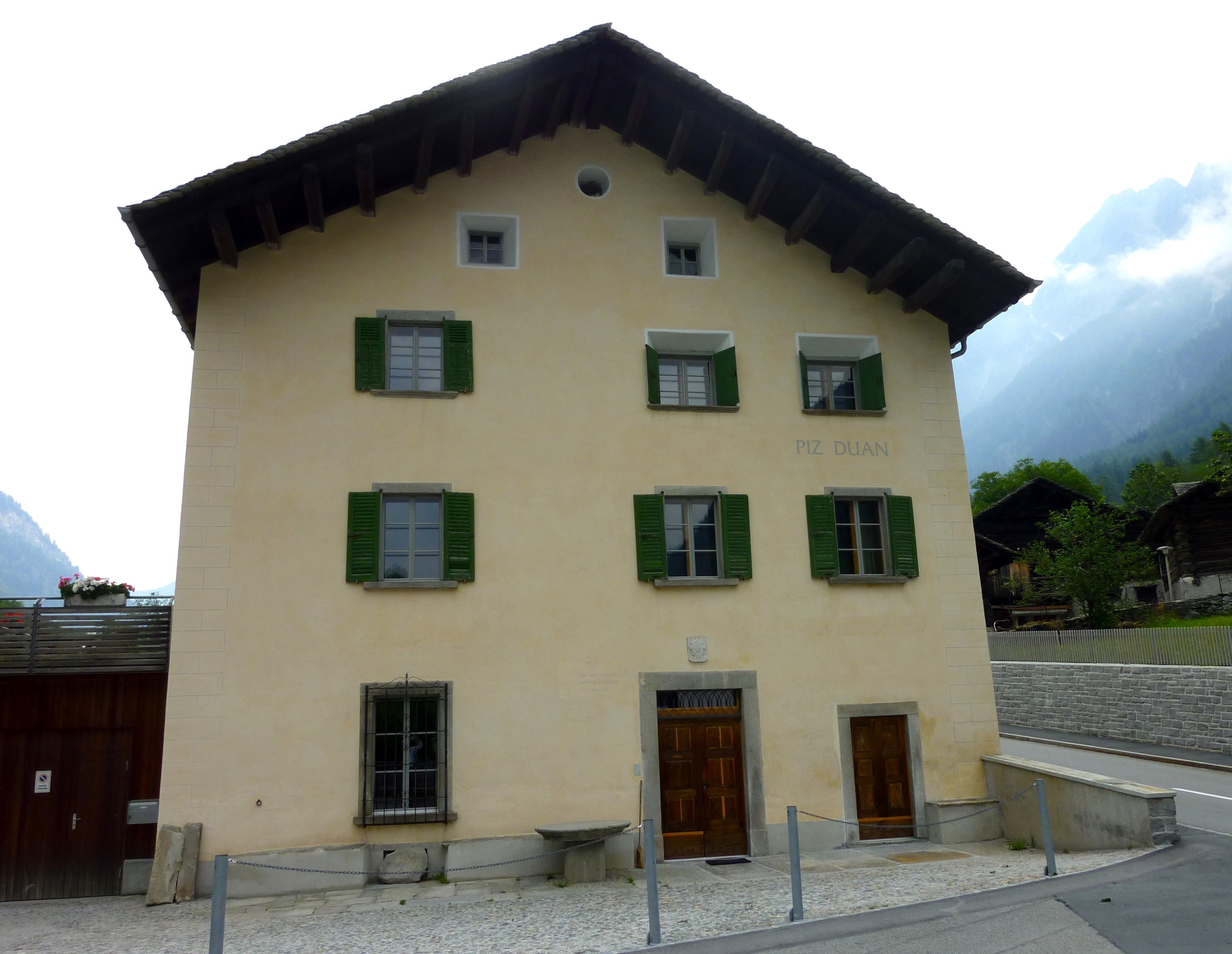
La antigua casa de huéspedes Piz Duan en Stampa, foto de 2010

A finales del otoño de 1903, Giovanni Giacometti se mudó a la casa de huéspedes Piz Duan en Stampa , que fue propiedad de la familia y lugar de nacimiento de los Giacometti, instalándose en 1906 en un departamento que sería el centro de la familia en los siguientes sesenta años . Giovanni Giacometti construyó en el edificio de una granja contigua un estudio, en el que él y sus hijos realizaron su trabajo artístico. Se crio en un ambiente cálido, de convivencia familiar en medio de los animales de su granja.
Tras recibir una formación mercantil en Basilea y St. Gallen , donde se graduó el año 1924 , Diego Giacometti se trasladó a París en febrero de 1925, siguiendo el consejo de su madre e instalándose junto a su hermano mayor Alberto. Hasta ese momento había vivido al día y mostrado poca responsabilidad por su vida. Desde el año 1922, Alberto Giacometti era alumno del escultor Antoine Bourdelle en la Académie de la Grande Chaumière y acogió y cuidó de su hermano. Este, sin embargo, se negó a trabajar en el taller de Bourdelle, prefiriendo trabajar en la oficina de una fábrica de Saint-Denis, siendo cliente habitual de bares conocidos y burdeles.

### Cooperación con Alberto Giacometti
Diego Giacometti comenzó a participar con su hermano en labores artísticas sólo a partir de 1929, gracias a la mediación de Man Ray - el fotógrafo surrealista parisino - que les reunió con el arquitecto de interiores y diseñador de muebles  Jean-Michel Frank. Del mismo Frank recibieron pedidos de mobiliario en yeso o bronce , tales como apliques, lámparas, jarrones, modelos de chimenea, que estaban destinados a las casas de la élite parisina. Diego Giacometti se convirtió en ayuda indispensable de su hermano Alberto, pues él era experto en la técnica e hizo los preparativos necesarios, tales como yesos y andamios para las esculturas de su hermano. Él también ayudó con la escultura artística y posó a diario como modelo.
Compartieron el mismo estudio de la calle Hippolyte-Maindron 46 en París (48°49′51″N 2°19′14″E / 48.83083, 2.32056) y trabajaron juntos en las asignaciones para las familias Maeght y Noailles. Durante la Segunda Guerra Mundial, Diego Giacometti concluyó los cursos de la Academia Escandinava de las Artes en París y creó sus primeras esculturas de animales, por los que ya había mostrado su interés desde la infancia.  En 1939 creó su propia obra escultórica y a partir de 1950 puso su énfasis en los muebles y objetos.

### El trabajo como artista independiente
Después de la muerte de su hermano Alberto en 1966, Diego Giacometti se concentró por completo en su trabajo, redobló sus esfuerzos, haciendo obras de importancia para decoradores, como Georges Geffroy y Henri Samuel, o conjuntos de obras públicas, tales como la Fondation Maeght de Saint-Paul-de-Vence , el Museo Chagall de Niza , y el Museo Picasso de París . Este fue el último gran proyecto en el que participó Diego Giacometti siendo ampliamente conocido por el público: en septiembre de 1985 diseñó el interior del Museo Picasso de París. Diseñó los muebles, barandas de escaleras, herrajes para puertas y lámparas de techo. Diego Giacometti falleció antes de la apertura del museo.   Se cree que creó entre 4000 y 5000 objetos y esculturas, que vendió a sus amigos y conocidos a lo largo de su vida. Llegó a ser ampliamente reconocido como un artista importante.
Sus esculturas son a veces divertidas o pintorescas. Por ejemplo, L' Autruche (El avestruz) debe su existencia al hecho de que su amigo el doctor Binet, no sabía qué hacer con un huevo de avestruz, se lo dio a Diego que la integró dentro de una avestruz que soñó y esculpió. Los animales adornaron e enriquecieron con regularidad sus obras, como la Table arbre à la souris (Mesa árbol con el ratón), que perteneció a la colección de Jean-Paul Binet, un eminente cirujano que era un gran amigo y mecenas de Diego Giacometti. Junto con los animales familiares, le gustaba tener animales que simbolizasen la fuerza, el poder y la belleza, como cabezas de leones, lobos y caballos.
Utilizó el bronce, un material que le permitió esculpir con gran detalle, gracia y elasticidad. Los animales de Diego requirieron técnicas especiales, a menudo costosas, como el método de fundición de la cera perdida . Sus animales estaban tan finamente hechos que ayudaron a consolidar reputación.

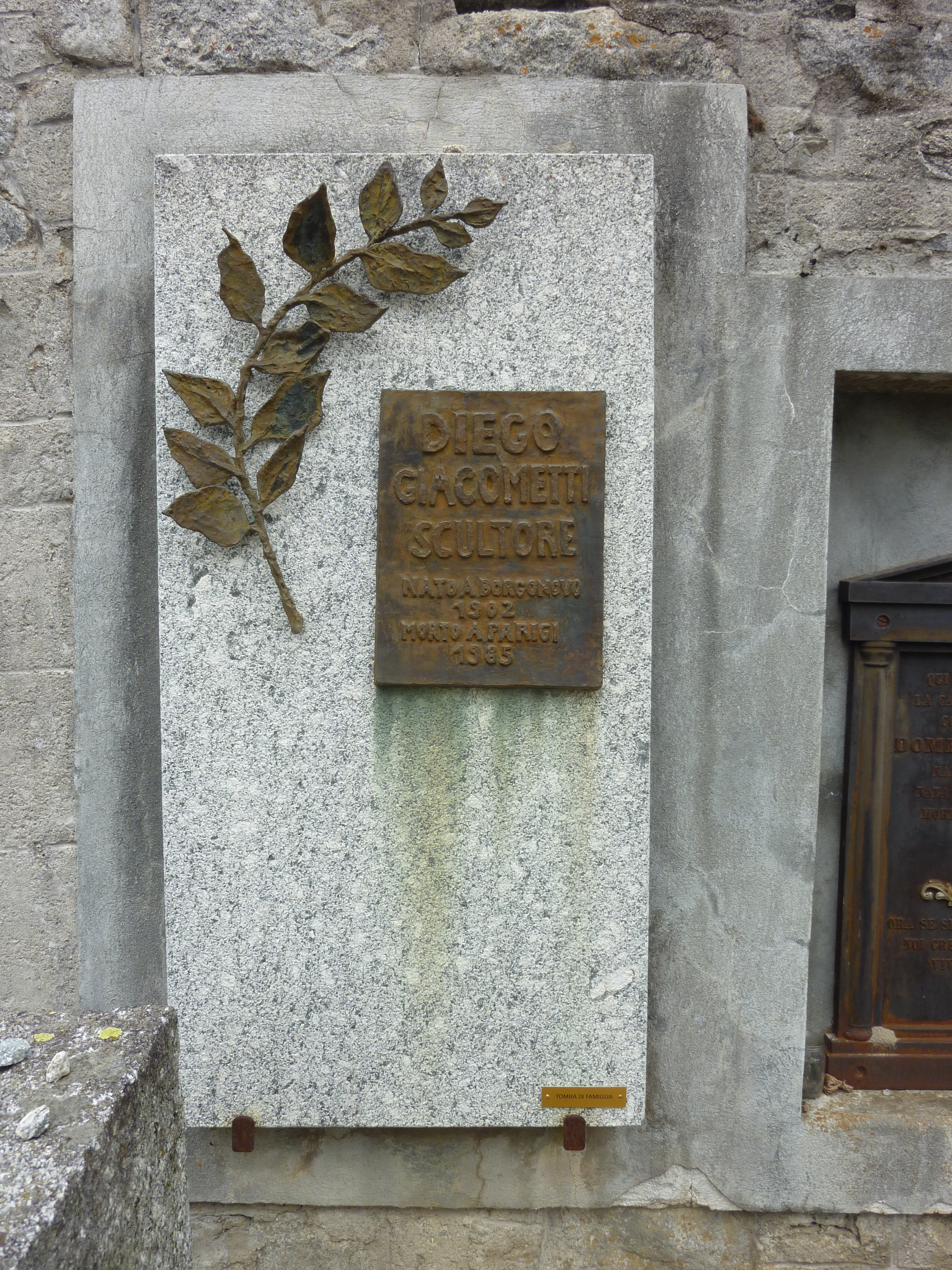
Tumba de piedra en la iglesia de San Giorgio, Borgonovo

Una importante selección de su material de trabajo - más de 500 artículos de su estudio - se donaron en 1986 al Musée des Arts Décoratifs, París, después de haber sido expuestos unos meses después de su muerte. 
En el 50 aniversario de la muerte de Alberto Giacometti se inaugurará en enero de 2016 el Centro Giacometti de Stampa , su ciudad natal, que estará dedicado a Alberto , Diego, y los demás miembros artistas de la familia Giacometti.